# Рош Хашана
Рош Хашана или Рошашана (иврит: ראש השנה rosh ha-shanah) в буквален превод означава „глава на годината“, а в идиоматичното си значение се отнася до еврейската нова година.
Терминът е използван за първи път в Танах
В юдаизма има четири чествания на „новата година“, като всяко от тях отбелязва различна „година“ от правна гледна точка, също както в григорианския календар 1 януари отбелязва „Нова година“, като в същото време има други дати, които отбелязват началото на фискалната, учебната или друга „нова година“.
Рош Хашана отбелязва новата година за хората, животните и правните договори. В Мишна този ден е назован и като деня, от който започват да се броят календарните години, както и годината шмита (седмата година, по време на която е забранено земята да се обработва) и годината йобел (годината след шмита).
В Тората този ден е наречен "Денят за тръбене на шофар" (Yom Terua, Левит 23:24), а равинската литература и самата литургия описват Рош Хашана като „Денят на съда“ (йом ха-дин) и „Денят за възпоменание“ („йом ха-зиккарон“).
Празникът Рош Хашана е първият от така наречените Йамим Нораим (иврит: Дни за страхопочитание), най-важните и тържествени дни от еврейския календар; Йамим Нораим са предшествани от месеца Елул, през който евреите трябва да се посветят на самооценка и разкаяние – процес, намиращ кулминацията си с десетте дни Йамим Нораим, наричани още Asseret Yemei Teshuva - „Десет дни за покаяние“, започващи с Рош Хашана и завършващи с празника Йом Кипур.